# کوکا-کولا یوروپسیفیک پارتنرز
کوکا-کولا یوروپسیفیک پارتنرز (انگلیسی: Coca-Cola Europacific Partners) شرکت نوشیدنی بریتانیایی است، که در سال ۲۰۱۶ توسط شرکت کوکاکولا تأسیس شد و هم‌اکنون نمایندگی تولید و فروش محصولات این شرکت در اروپا و آسیا را برعهده دارد.